# بازار (اقتصاد)
بازار به مجموعه‌ای از خریداران بالقوه و بالفعل یک کالا یا خدمت گفته می‌شود. از نظر تاریخی، بازار به محلی گفته می‌شود که خریداران و فروشندگان برای مبادله کالا یا خدمات به آن مراجعه می‌کنند. اما اقتصاددانان به مجموعه خریداران و فروشندگانی که به خرید و فروش کالا یا خدمات خاصی مبادرت می‌کنند، بازار می‌گویند. از دیدگاه بازاریابی، مجموعه خریداران، بازار را تشکیل می‌دهند. در عین حال، کلمه بازار بعضاً به مجموعه‌هایی غیر از مشتریان یا خریداران نیز گفته می‌شود مانند بازار نیروی کار یا بازار رای.

## تعریف

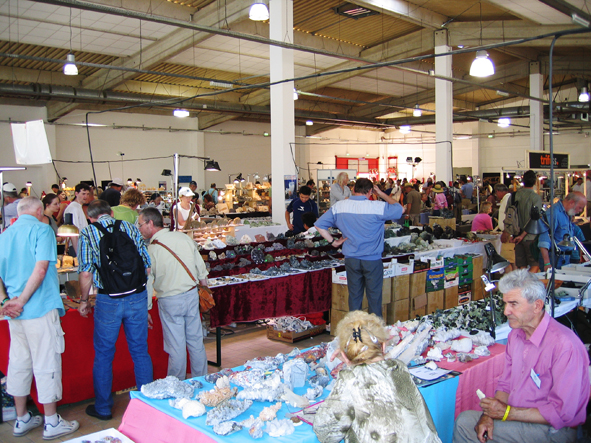
آزادی اقتصادی فقط در یک اقتصاد بازارگرا و به ویژه اقتصاد بازار آزاد محقق می‌شود. آزادی اقتصادی کافی در اقتصادهایی قابل دسترسی است که بازارهای آن از طریق قیمت‌ها و حقوق دارایی خصوصی فعالیت می‌کنند.

فیلیپ کاتلر، بازار را این‌گونه تعریف می‌کند::
بازار مشتمل بر تمام مشتریان بالقوه‌ای است که دارای نیاز و خواسته مشترک باشند و برای تامین نیاز و خواسته خود، به انجام مبادله متمایلند و توانایی انجام این کار را نیز دارند.

## نقش بازار در اقتصاد

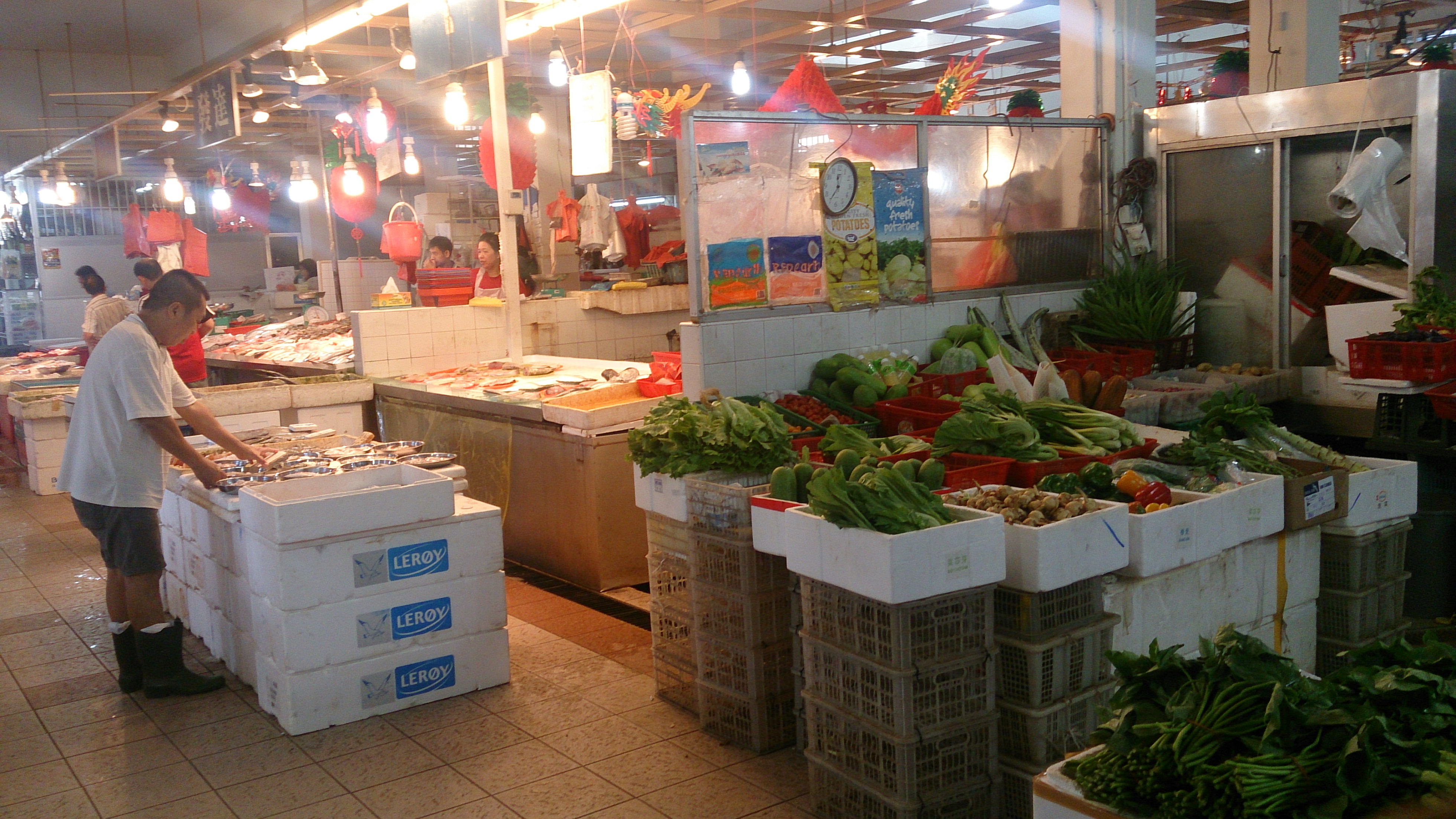
Wet market in Singapore

نظریه‌های گوناگون شکست بازار، از جمله پیروان کینز معتقدند بازار به تنهایی قادر به ایجاد تعادل‌های بهینه نیست و شکست بازار را باید با نظارت‌ها و دخالت‌های دولت جبران کرد.
با این حال پیروان مکتب اتریش همچون هایک معتقدند بازار یک نظم خودجوش و قاعده-محور همانند زبان است که حیثیت وجودی مستقل از آن خود ندارد و به اعتبار رعایت برخی قواعد کلی شکل گرفته و منشا اثر در روابط میان انسان‌ها می‌شود. همان‌طور که هیچ زبانی را به هیچ اتهامی در هیچ دادگاهی نمی‌توان محکوم کرد، سخن گفتن از تقصیر نظم بازار نیز بی‌معنی است. البته منظور این نیست که اینگونه نظم‌ها کامل و بی‌عیبند بلکه مقصود روشن کردن جایگاه معرفت شناختی آن‌ها است. هیچ نظمی در عالم انسانی بی‌عیب و نقص نیست، نظم بازار را نیز نمی‌توان از این قاعده مستثنا دانست.
از مدافعان نظام بازار آزاد در ایران نیز می‌توان از دکتر موسی غنی‌نژاد نام برد که انتقادهای وارد شده بر نظام بازار را این گونه توضیح می‌دهد: «برخی اقتصاددانان بر این رای هستند که بازار آزاد (لسه فر) در همه شرایط به نحو مطلوب عمل نمی‌کند و برای رفع این عیب تصمیمات اداری- دولتی خارج از نظام بازار ضرورت دارد. مصداق‌هایی که در این خصوص ذکر می‌شود ازقبیل نابرابری در توزیع درآمد و ثروت یا آثار خارجی منفی ناشی از آلوده کردن محیط زیست و غیره، مباحث زیادی را در محافل آکادمیک دامن زده است. بدون وارد شدن در جزئیات این مباحث پیچیده فقط اشاره می‌کنیم که شکست بازار الزاماً و همیشه به این معنی نیست که راه‌حل جایگزین بهتر است. تجربه دولتی‌سازی دهه‌های پس از جنگ دوم جهانی نشان داد که شکست دولت در بسیاری از موارد بدتر از شکست بازار بوده است. درباره بحران مالی اخیر نیز می‌توان گفت که مسئله اساساً ریشه در دولت و تصمیمات سیاسی دارد.»
به گفته او القای شبهات و ترویج مغالطه‌های مفهومی منحصر به چپ‌ها نیست. اقتصاددانان حرفه‌ای و متعلق به جریانات مسلط آکادمیک، به ویژه آن‌ها که برای دولت‌ها یا نهادهای وابسته به دولت کار می‌کنند نیز از این آفت در امان نمانده‌اند. یکی از آموزه‌های اقتصاد خرد در توضیح ساختار بازار این است که در شرایط انحصار کامل که یک بنگاه کل تولید صنعت را در اختیار می‌گیرد بنگاه و صنعت یکی می‌شوند به طوریکه بازار در هیئت یک بنگاه (سازمان) ظاهر می‌گردد. از این بحث نظری اغلب این شبهه ایجاد می‌شود که بازار ممکن است در شرایطی تبدیل به بنگاه یا سازمان شود. این تصور خواه ناخواه یادآور تئوری سرمایه‌داری انحصاری مارکسیست‌ها است.
واقعیت این است که نظم‌های حاکم بر بازار و بنگاه ماهیت‌های کاملاً متفاوت دارند. نظم بازار از نوع انتزاعی- اعتباری است حال آنکه بنگاه نظم انضمامی- سازمانی دارد. نظام تصمیم‌گیری در بازار دارای خصلت چند مرکزی و قاعده- محور است. درحالی‌که تصمیم‌گیری در بنگاه به نحو تک مرکزی و هدف- محور صورت می‌گیرد. خلط مفهومی این دو نظم می‌تواند به نتایج نظری گمراه‌کننده‌ای منجر شود. به عنوان مثال در جریان بحران مالی اخیر، تصمیم‌گیری‌های نادرست برخی بنگاه‌ها به حساب نظام بازار گذاشته شد و در کیفر خواست علیه این نظام گویا دادستان از این نکته بسیار مهم و اساسی غفلت کرد که متهم یک موجود انتزاعی- اعتباری و لذا فاقد قدرت تصمیم‌گیری است!

## نقش بازار در آزادی‌های سیاسی و اجتماعی
فردریش فون هایک و میلتون فریدمن می‌گویند که آزادی اقتصادی شرط لازم برای ایجاد و حفظ مدنیت و آزادی‌های سیاسی است. آن‌ها معتقدند که این آزادی اقتصادی فقط در یک اقتصاد بازارگرا و به ویژه اقتصاد بازار آزاد محقق می‌شود. اما آن‌ها گمان می‌کنند که آزادی اقتصادی کافی در اقتصادهایی قابل دسترسی است که بازارهای آن از طریق قیمت‌ها و حقوق دارایی خصوصی فعالیت می‌کنند. به عقیده آن‌ها هر چه آزادی اقتصادی بیشتر باشد، آزادی‌های مدنی و سیاسی در جامعه افزایش می‌یابد.
فریدمن می‌گوید:
 «آزادی اقتصادی برای آزادی سیاسی یک ضرورت است. اگر مردم بتوانند بدون اجبار یا دستورالعمل مرکزی با هم همکاری کنند، حوزه عمل قدرت سیاسی کاهش می‌یابد.»

مطالعات انجام شده توسط موسسه Fraser محافطه کار و حامی بازار آزاد کانادا، بنیاد هریتیج محافظه کار و حامی بازار آزاد آمریکا و ژورنال وال استریت بیان می‌کند که بین آزادی اقتصادی و آزادی‌های سیاسی و مدنی (تا اندازه‌ای که فردریش فون هایک ادعا می‌کند) یک رابطه وجود دارد. آن‌ها با هایک در این نکته هم عقیده‌اند که کشورهایی که آزادی اقتصادی را محدود می‌کنند، در نهایت آزادی‌های مدنی و سیاسی را محدود می‌نمایند.
 بایگانی‌شده  در ۱ فوریه ۲۰۰۸ توسط Wayback Machine 

## دخالت دولت در بازار
امکان دارد که در یک اقتصاد بازار دولت در اقتصاد دخالت داشته باشد. تفاوت اصلی اقتصادهای بازار و اقتصادهای با برنامه در میزان تأثیر دولت نیست، بلکه در این است که آیا این تأثیر برای ممانعت اجباری از تصمیم بخش خصوصی به کار می‌رود یا نه.
در یک اقتصاد بازار، اگر دولت به فولاد بیشتری نیاز داشته باشد، مالیات‌ها را جمع آوردی کرده و فولاد را به قیمت بازار خریداری می‌کند. در یک اقتصاد با برنامه، دولتی که فولاد بیشتری می‌خواهد، دستور تولید آن را صادر می‌کند و قیمت آن را خود تعیین می‌نماید.
اقتصادی که در آن هم برنامه ریزی مرکزی و هم راهکارهای تولید و توزیع بازار وجود دارد، اقتصاد مختلط نامیده می‌شود.
اقتصاد بازار سوسیال آلمان یکی از اقتصادهای مختلط با عملکرد خوب است و اقتصاد دانان خرد معتقدند که در مقایسه با اقتصادهای سوسیال تر دیگر مانند انگلستان، این اقتصاد در مدت زیادی از قرن بیستم قیمت‌های آزاد بیشتری داشت.
نقش مناسب دولت در یک اقتصاد بازار همچنان بحث انگیز باقی‌مانده است. اغلب حامیان اقتصاد بازار معتقدند که دولت در تعریف و اعمال قوانین اصلی بازار نقش مشروع دارد. پاسخ به سؤال دربارهٔ میزان قدرت دولت در هدایت اقتصاد و رسیدگی به نا برابری‌های ناشی از بازار، بحث برانگیزتر است.
مثلاً دربارهٔ مسائلی مانند تعرفه‌های حمایتی، کنترل فدرال نرخ بهره و برنامه‌های رفاهی اتفاق نظر وجود دارد.
میلتون فریدمن و بسیاری از اقتصاد دانان خرد معتقدند که دخالت بیش از حد دولت و قوانین می‌تواند باعث اختلال یا توقف انتقال اطلاعات لازم جهت فعالیت بازار گردد؛ به نظر او عوامل بیرونی بسیار جدی دولت می‌تواند منجر به تورم، کاهش نقدینگی، رکود و بحران اقتصادی گردد.
میلتون فریدمن عقیده دارد که بحران بزرگ ناشی از عوامل بیرونی بود که توسط دولت ایجاد شده بودند و در نتیجه دولت مسئول علل بحران بزرگ است.

## بازار در کشورهای کمونیستی
در دهه ۱۹۸۰، اغلب اقتصادهای با برنامه دنیا به دلایل مختلف تلاش کردند که خود را به اقتصاد بازار تبدیل کنند و میزان موفقیت آن‌ها متفاوت بود. در شوروی سابق این فرایند پرسترویکا (بازسازی) نامیده می‌شد، درحالی‌که در چین ایجاد یک " اقتصاد بازار سوسیالیست "، یک عنصر از اصلاح اقتصادی چین بود.
اگر چه جمهوری خلق چین بزرگ‌ترین کشوری است که حزب حاکم آن خود را کمونیست می‌داند، این کشور چند منطقه ویژه اقتصادی دارد که به بنگاه‌های سرمایه‌داری اختصاص یافته و دولت بر آن‌ها کنترل متمرکز ندارد.
این موضوع با نظریه کمونیست که توسط مارکس و انگلس و بعدها توسط لنین، استالین و مائو مطرح شد تناقض دارد. پس از آغاز تجارت با جهان در زمان دنگ ژائوپینگ، جمهوری خلق چین برخی از آزادترین مناطق اقتصادی جهان را اداره می‌کند؛ از جمله هنگ کنگ که مؤسسه هوور و ژورنال وال استریت آن را آزادترین اقتصاد دنیا می‌دانند
 بایگانی‌شده  در ۴ ژانویه ۲۰۰۷ توسط Wayback Machine.
این مناطق ویژه اقتصادی برای کسب و کارها، صنایع، واردات و صادرات محدودیت‌های کمی گذاشته‌اند (از جمله حذف عوارض و سیستم قیمت‌گذاری آزاد). از زمان افتتاح مناطق آزاد تجاری نرخ رشد اقتصادی چین همواره بالای ۸٪ بوده و معمولاً مقدار آن در حدود ۱۲٪ بوده‌است. این مناطق ویژه اقتصادی (SEZ) با سرمایه داری دولتی که در شوروی سابق تجربه شد تفاوت دارد، زیرا مناطق ویژه اقتصادی به سرمایه‌گذاران اجازه می‌دهند که صنایع و دارایی‌های شخصی خود را از کنترل دولت مرکزی خارج ساخته و گسترش دهند. مناطق ویژه اقتصادی به صورت اقتصاد بازار عمل می‌کنند، درحالی‌که سرمایه‌داری دولتی با رویکرد اقتصاد دستوری بالا به پایین فعالیت می‌نماید.
طبق اعلام China.org، " پس از افتتاح شنزن (shenzhen) و سه شهر ساحلی دیگر در جنوب چین به عنوان مناطق آزاد اقتصادی و ده‌ها منطقه توسعه اقتصادی و تکنولوژیکی در دهه ۱۹۸۰، کشور در اوایل دهه ۱۹۹۰ پانزده شهر بندی از جمله شانگهای گوانگژو، شنزن و تیانجین را به عنوان منطقه آزاد تجاری اعلام کرد."

همچنین اخیراً چین دارایی خصوصی را به عنوان یک حق به رسمیت شناخته و به بنگاه‌های سرمایه‌گذاری اجازه داده در مراکز خرید مناطق ویژه اقتصادی فعالیت کنند.
چند کشور دیگر تحت حاکمیت احزاب کمونیست مانند ویتنام نیز در دهه‌های اخیر اصلاحاتی را در جهت گرایش به بازار انجام داده‌اند.
در این نوع اقتصاد دولت مسئولیتی ندارد.